# CFL-Baureihe 1800
Die Baureihe CFL 1800 sind dieselelektrische Lokomotiven der Société Nationale des Chemins de Fer Luxembourgeois (CFL). 20 Maschinen wurden in den Jahren 1963 bis 1964 gekauft. Die Lokomotiven sind nicht mehr in Luxemburg im Einsatz. Die Lokomotive 1806 konnte erhalten und vom Verein 1604 Classics a.s.b.l. restauriert werden.
Die SNCB hatte 42 baugleiche Lokomotiven, die als Reihe 205 bezeichnet waren. Sie wurden größtenteils durch die Doppelserie 77/78 ersetzt.
Die 1800er waren nicht serienmäßig mit einer Heizung ausgerüstet. Um mit den CFL-Lokomotiven an den internationalen Zügen auf der Nordstrecke fahren zu können, bekamen einige 1800er eine Dampfheizung eingebaut. Nachdem die CFL Cargo Luxemburg die Maschinen übernommen hatte, wurden die Heizungen wieder ausgebaut und damit zusätzlicher Platz für einen weiteren Luftbehälter gewonnen.
Die CFL 1802 wurde nach Schweden verkauft und dort mit einer Funkfernbedienung ausgerüstet. Sieben Lokomotiven sind bei Viking-Rail in Dänemark teilweise noch unterwegs.

## Einsatz
- Bis 1981: Reisezüge auf der Strecke Luxemburg–Petingen
- Bis 1992: Güterzüge (ARBED-Kokszüge) auf der Strecke Aachen-West - Belval
- Bis 1993: Reisezüge auf der Nordstrecke (zusammen mit der CFL-Baureihe Z 200).
- 1999: Letzter Einsatz einer 1800er im InterRegio-Verkehr.
- Bis 2004: Personenzüge auf der Kleinbettinger Strecke.
- Bis 2017: Keine planmäßigen Reisezüge mehr, gelegentlich in den Jahren 2004 bis 2005 Einsätze als Ersatzlokomotiven im Reisezugverkehr. Bis Dezember 2010 sollten sie auf der CFL-Linie 6  Bettembourg–Belval–Attem fahren. Wegen des ökonomischen Aufschwungs kamen sie aufgrund von mangelnden Dieselloks auf unbestimmte Zeit auf der Strecke Luxemburg Rangierbahnhof–Bartringen und Bettembourg–Belval–Attem zum Einsatz.

## Bestand
| Loknummer | Beschriftung      | Zustand |
| --------- | ----------------- | --- |
| 1801      | Göppingen         | CFL Cargo CFLCA 1801, 2013 an Power Rail (Deutschland), außer Dienst, ausgestellt bei den Magdeburger Eisenbahnfreunden in Magdeburg am Hafen. Der Motor wurde für eine NoHAB-Lokomotive verwendet |
| 1802      | Blankenberge      | CFL Cargo CFLCA 1802, 2012 an CFLCD verliehen. 2013 an Svensk Tågkraft AB (Schweden), dort als STAB 1802 (92 82 0001 802-8) im Einsatz mit ATC und Funkfernbedienung |
| 1803      |                   | Verschrottet 2004 |
| 1804      |                   | Verschrottet 2005 |
| 1805      | Mondorf-les-Bains | CFL Cargo CFLCA 1805, "92 82 0001 805-1". 2012–2016 an CFLCD verliehen, abgestellt 2015–2016. 2016 an CFLCD als CFLCD 1831 verkauft. Neue Nummer (Umzeichnung erst 2020) = "1831" – 92 82 000 1831-7 DK-CFLCD, zum 1. Januar 2023 von Viking-Rail übernommen - VIK 1831 (92 82 000 1831-7 DK-VIK)                                                         |
| 1806      | Walfer            | CFL Cargo CFLCA 1806, 2013 an Power Rail (Deutschland), SSMN, betriebsfähig, restauriert von 1604 Classics a.s.b.l. |
| 1807      | Péiteng           | CFL Cargo CFLCA 1805, "92 82 0001 807-7". 2012–2016 an CFLCD verliehen, 2016 an CFLCD als CFLCD 1832 verkauft. Neue Nummer (Umzeichnung erst 2020) = "1832" – 92 80 000 1832-5 DK-CFLCD, zum 1. Januar 2023 von Viking-Rail übernommen - VIK 1832 (92 82 000 1832-5 DK-VIK)                                                                               |
| 1808      |                   | Verschrottet |
| 1809      |                   | CFL Cargo CFLCA 1809, 2010 abgestellt, verschrottet 2021 |
| 1810      |                   | CFL Cargo CFLCA 1810, 2012 an CFLCD abgestellt, 2013 in Padborg verschrottet |
| 1811      | Ettelbréck        | nach Unfall 1994 ausgemustert und 1995 verschrottet |
| 1812      |                   | CFL Cargo CFLCA 1812, "92 82 000 1812-7". 2016 an CFLCD als CFLCD 1833 verkauft. 2016–2020 abgestellt, neue Nummer (Umzeichnung erst 2020) = "1833" 92 80 000 1833-3 DK-CFLCD, zum 1. Januar 2023 von Viking-Rail übernommen - VIK 1833 (92 82 000 1832-3 DK-VIK)                                                                                         |
| 1813      | Schieren          | Unfall Fenteng 12. Juni 1997, 1998 verschrottet |
| 1814      |                   | CFL Cargo CFLCA 1814, "92 82 0001 814-3". 2012–2016 an CFLCD verliehen, 2016 an CFLCD als CFLCD 1834 verkauft, neue Nummer (Umzeichnung erst 2020) = "1834" 92 80 000 1834-1 DK-CFLCD, zum 1. Januar 2023 von Viking-Rail übernommen - VIK 1834 (92 82 000 1832-1 DK-VIK)                                                                                 |
| 1815      | Kautebaach        | CFL Cargo CFLCA 1815, außer Dienst (Ersatzteilspender für die 1806) |
| 1816      | Fiels             | CFL Cargo CFLCA 1816, "92 82 0001 816-8". 2012–2016 an CFLCD verliehen, 2014–2016 abgestellt, 2016 an CFLCD als CFLCD 1816 verkauft, abgestellt 2016–2020, seit 2020 CFLCD 1816 = 92 80 000 1816-8 DK-CFLCD zum 1. Januar 2023 von Viking-Rail übernommen, 2024 in Padborg abgestellt                                                                     |
| 1817      |                   | Power Rail (Deutschland) |
| 1818      |                   | CFL Cargo CFLCA 1818, zwischenzeitlich bei Service des Sites et Monuments Nationaux, 2018 an CFLCD als CFLCD 1816 verkauft, 2019 nach Dänemark überstellt, abgestellt 2018–2020, CFLCD 1816 = 92 80 0001 818-4 DK-CFLCD, außer Dienst, zum 1. Januar 2023 von Viking-Rail übernommen, 2024 in Padborg abgestellt                                          |
| 1819      | Prince Henri      | ausgemustert 2005, verschrottet 2008 |
| 1820      | Beetebuerg        | CFL Cargo CFLCA 1820, "92 82 0001 820-0". 2012–2016 an CFLCD verliehen, von 2012 bis 2016 abgestellt, 2016 an CFLCD als CFLCD 1816 verkauft, 2016–2020 abgestellt, neue Nummer (Umzeichnung erst 2020) = "1835" 92 80 000 1835-8 DK-CFLCD, zum 1. Januar 2023 von Viking-Rail übernommen - VIK 1835 (92 82 000 1835-8 DK-VIK), 2024 in Padborg abgestellt |

## CFL Cargo 1800
2007 wurden alle zu diesem Zeitpunkt vorhandenen Lokomotiven an CFL Cargo (CFLCA) abgegeben.

## CFL Cargo Danmark 1800
Die Nummern 1805, 1807, 1810, 1812, 1814, 1816, 1818 und 1820 der Baureihe 1800 wurden zwischen 2012 und 2018 an CFL Cargo Danmark (CFLCD) zuerst verliehen und später verkauft. Ein Teil der Lokomotiven stand lange in der Werkstatt in Padborg. Die 1810 wurde 2013 verschrottet. Die 1816 und 1818 behielten ihre Nummer, während die 1831–1835 nach der Aufarbeitung aus den Lokomotiven 1805, 1807, 1812, 1814 und 1820 entstanden und 2020 mit den neuen Nummern versehen wurden.

## Viking-Rail 1816…1835
Zum 1. Januar 2023 übernahm Viking-Rail alle Vermögenswerte – einschließlich der Lokomotiven – des Unternehmens CFL cargo Danmark ApS. Die Nr. 1816, 1818 und 1835 stehen im Jahre 2024 im Werkstattbereich in Padborg, während die 1831–1834 im Einsatz sind.

## Svensk Tågkraft AB 1802
CFL Cargo verkaufte 2013 die 1802 an Svensk Tågkraft. Sie wurde 2013 nach Nässjö in Schweden überführt.